# 김철호 (1985년)
김철호(1985년 10월 15일~)는 조선민주주의인민공화국의 전직 축구 선수로, 현역 시절 포지션은 수비수였다.

## 국가대표팀 경력
2004년 조선민주주의인민공화국 A대표팀에 첫 발탁된 이후 2005년 8월 17일 2004년 AFC 아시안컵 4위팀인 바레인과의 2006년 FIFA 월드컵 아시아 지역 최종 예선 B조 최종전에서 국제 A매치 데뷔골을 터뜨려 팀의 첫 승을 이끌었다.
그 뒤 조선민주주의인민공화국 U-23 대표팀 소속으로 2006년 아시안 게임에 출전하여 파키스탄 U-23 대표팀과의 F조 조별리그 2차전에서 선제골이자 결승골을 터뜨리며 팀의 8강 진출의 발판을 마련했다.

## 수상

### 구단
평양시체육단
- 조선민주주의인민공화국 1부류축구련맹전 : 우승 (2005, 2008, 2009)
- 포천보체육대회 : 우승 (2015), 준우승 (2010)
- 백두산체육대회 : 우승 (2007)